# تورز، شهرستان پیرزیک
تورز، شهرستان پیرزیک (به لاتین: Turze, Pyrzyce County) یک منطقهٔ مسکونی در لهستان است که در Gmina Pyrzyce واقع شده‌است.

## خصوصیات
تورز ۳۱۲ نفر جمعیت دارد.